# Orobothriurus huascaran
Espèce
Orobothriurus huascaran est une espèce de scorpions de la famille des Bothriuridae.

## Distribution
Cette espèce est endémique de la région d'Ancash au Pérou. Elle se rencontre entre 3 730 et 4 910 m d'altitude dans le parc national de Huascarán.

## Description
Le mâle holotype mesure 27,41 mm et la femelle paratype 32,91 mm, les mâles mesurent de 26,43 à 30,79 mm et les femelles de 30,05 à 33,21 mm.

## Étymologie
Son nom d'espèce lui a été donné en référence au lieu de sa découverte, le parc national de Huascarán.

## Publication originale
- Ochoa, Ojanguren Affilastro, Mattoni & Prendini, 2011 : Systematic revision of the Andean scorpion genus Orobothriurus Maury, 1976 (Bothriuridae) : with discussion of the altitude record for scorpions. Bulletin of the American Museum of Natural History, no 359, p. 1-90 (texte intégral).